# بوستان قله
بوستان قله یکی از بوستان‌های شهر تبریز است که در محل گورستان تاریخی قلهٔ اخی‌سعد و در منطقهٔ ۱ شهرداری ایجاد شده‌است. از جمله آرمیدگان در قله، دو تن از امیران قره‌قویونلو هستند.
قله بر تمام محلهٔ بیلانکوه اشراف دارد و به «ساری داغ» (زردکوه) نیز معروف است. این محل، گورستانی تاریخی مربوط به بیش از ۸۰۰ سال قبل (سدهٔ پنجم و ششم هجری قمری) است؛ البته امروزه بر اثر زمین‌لرزه‌ها و وقوع جنگ‌ها، هیچ اثری از مزارهای آن برجای نمانده‌است.
این محل بعضاً جزء محلهٔ بیلانکوه محسوب شده و بعضاً هم به همراه بیلانکوه، جزء محلهٔ بزرگ‌تر باغمیشه ذکر شده‌است.

## وجه تسمیه

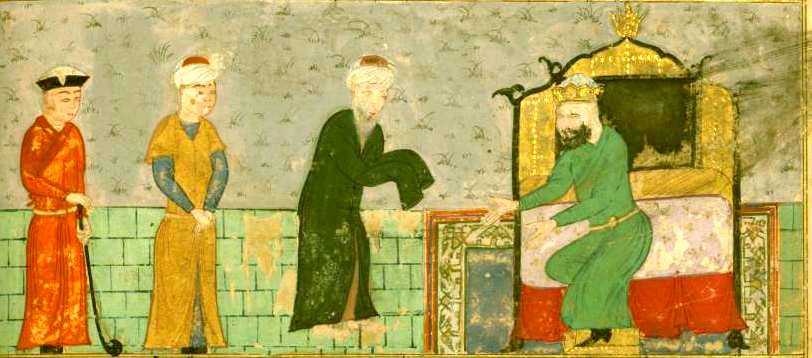
قزل ارسلان در کنار نظامی گنجوی

اخی سعدالدین تبریزی یکی از عارفان اهل تبریز بود که مورد توجه اتابکان هم‌عصر خود، از جمله قزل ارسلان، قرار گرفته بود. یکی از دلایل این بذل توجه، این حکایت و پیش‌بینی اخی‌سعد دربارهٔ حکومت قزل ارسلان است:
صاحب ریاض الابرار نوشته که چون اتابک ایلدگز ارادهٔ سفر گرجستان نمود پسرش جهان‌پهلوان را ولیعهد کرده حکومت کلیه و اتابکی سلجوقیان بدو سپرد. قزل ارسلان که پسر دیگر ایلدگز و از جانب برادر نایب‌الحکومهٔ آذربایجان بود چون پدر در آن سفر درگذشت قزل ارسلان خواست که حکومت خود را مجزا از تحت ید برادر کند. با مولانا اخی سعد مشاوره نمود. مولانا فرمودند که دلتنگ مباش! ارادهٔ قادر مقتدر چنین علاقه گرفته که برادرت بمیرد و تو مسلط به عراق و آذربایجان باشی و بعد از تو دوباره این امر بزرگ را به عهدهٔ پسران برادرت خواهند گذاشت. و عاقبت چنان‌که او فرموده بود آن‌طور گردید. بعد از جهان‌پهلوان، قزل ارسلان سلطنت یافته چون او هم درگذشت اتابک ابوبکر بن محمد که ممدوح ظهیرالدین فاریابی بوده‌است به اورنگ سلطنت جلوس فرمود.
اخی سعدالدین تبریز در سال ۵۷۰ هجری قمری فوت کرد و بنا به وصیت خودش در قله به خاک سپرده شد. قزل ارسلان، اتابک وقت آذربایجان، برخلاف رسم معمول در مراسم تشییع جنازهٔ اخی‌سعد به صورت پیاده شرکت نمود. از آن تاریخ به بعد، آن گورستان و محله به نام «قلهٔ اخی‌سعد» مشهور شد.

## تاریخچه
محمدامین حشری تبریزی در روضه اطهار دربارهٔ تعداد افراد مدفون در قله چنین می‌نویسد:
قریب بدان موضع کوهی است، در آن کوه «ولی» بسیار مدفون است و به قله اخی سعدالدین هم شهرت دارد. مشهور است که چهارصد و هشتاد ولی را در آن موضع دفن کرده‌اند و بدان وجه ولیانکوه‌اش گویند.
حافظ حسین کربلایی مؤلف روضات الجنان و جنات الجنان از ۴ مجموعه مزار-گورستان در شهر تبریز خبر می‌دهد (ذکر نام قلهٔ اخی‌سعد در کنار ۳ گورستان معروف تبریز): گورستان شمال شهر (محلهٔ سرخاب: مقبرةالشعرا)، گورستان جنوب شهر (محلهٔ چرنداب: مقبرةالوزرا)، گورستان غرب شهر (محلهٔ گجیل: مقبرةالعرفا) و گورستان شرق شهر (محلهٔ بیلانکوه: قلهٔ اخی‌سعد).

## آرمیدگان
امیران قره‌قویونلو:
1. قرا یوسف قره‌قویونلو
2. قرا اسکندر قره‌قویونلو

دیگر آرمیدگان:
1. اخی سعدالدین تبریزی
2. شیخ محمود مزدقانی
3. بابا محمود
4. پیر آدینه
5. پیر محمد

## سنگ مزارها

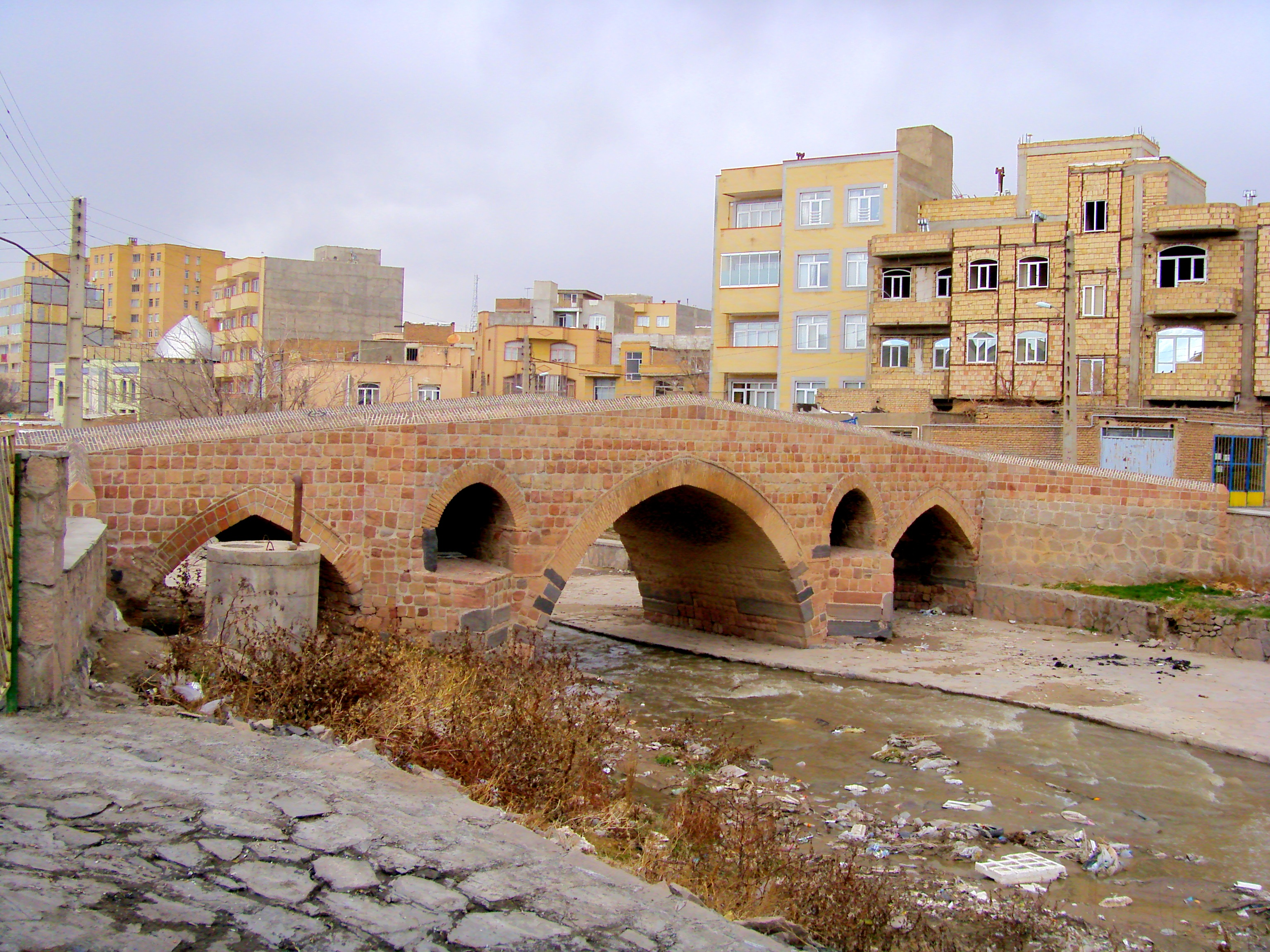
سنگ مزارهای سیاه‌رنگ در پایه‌های پل بیلانکوه مشهود است.

پل بیلانکوه یکی از آثار تاریخی مربوط به دورهٔ قاجاریان است و در تاریخ ۱۰ بهمن ۱۳۸۳ با شمارهٔ ثبت ۱۱۲۶۳ به‌عنوان یکی از آثار ملی ایران به ثبت رسیده‌است. این پل در فاصلهٔ حدوداً ۳۰۰ متری در سمت غرب پارک قله واقع شده‌است.
در ساخت پایه‌های پل بیلانکوه، از حدود ۴۰ سنگ مزار صندوقی‌شکل به رنگ سیاه استفاده شده که با تخریب قبرهای قلهٔ اخی‌سعد به این محل انتقال داده شده‌اند. البته به جز یک مورد سنگ مزار که عبارت «هذه روضه … و سنه … سبعه مائه» در آن قابل قرائت است، کتیبهٔ بقیهٔ سنگ مزارها به دلیل فرسودگی به‌طور کامل از بین رفته‌است.

## بوستان
جهت جایگزینی چمن با گونه‌های گیاهی مناسب در راستای مصرف کمتر آب و تناسب با شرایط آب‌وهوایی و اکولوژیکی منطقه، چمن موجود در سطوح و تپه‌های محدودهٔ پارک قله با گونه‌هایی همچون رز، یاس، برگ نو، زرشک، کاج، کبوده و سرو خمره‌ای جایگزین شده‌است.
در سال ۱۳۸۹ خورشیدی، سومین جشنواره تابستانی تبریز در بوستان قله برگزار گردید. در این جشنواره، بیش از ۲ هزار نفر از اهالی محله‌های بیلانکوه (در جنوب پارک) و خیابان عباسی (در شمال بوستان) حضور پیدا کردند.